# Stordal
Stordal é uma comuna da Noruega, com 249 km² de área e 966 habitantes (censo de 2004).         